# La caza del avestruz

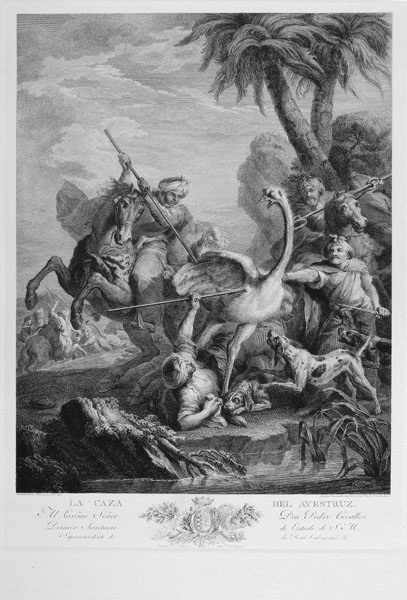
La caza del avestruz

La caza del avestruz es un grabado en talla dulce al buril y aguafuerte concluido por Blai Ametller en 1803 por encargo de la Calcografía Nacional, que en 1799 había adquirido la plancha a los herederos de Pasqual Pere Moles, autor del aguafuerte y del dibujo previo, hecho por pintura de Charles-André van Loo (Amiens, musée de Picardie), aunque en plancha figura el cuadro original atribuido a François Boucher. Al pie lleva el escudo de Pedro de Ceballos, primer secretario de Estado y superintendente de la Real Calcografía, a quien va dedicado el grabado.

## Descripción
El tema de la caza del avestruz fue uno de los motivos más visitados por los grabadores de épocas anteriores, hasta el punto de convertirse en un lugar común en el repertorio figurativo de los grabadores de los siglos XVI y XVII, entre los cuales sobresalen, atendida su indudable fortuna, Antonio Tempesta y Philippe Galle, autores de escenas centradas en esta actividad cinegética y que en el siglo XVIII popularizó Van Loo, autor de una tela pintada el 1738 que formó parte del conjunto decorativo que, centrado en la iconografía de las cazas exóticas, encargó el rey Luis XV para la decoración del palacio de Versalles. Durante su estancia formativa en París, entre 1768 y 1774, Pasqual Pere Moles realizó los dibujos para los grabados de dos de esas escenas de caza: La pesca (sic) del cocodrilo de François Boucher, estampada el último año de sus estancia parisina con su dedicatoria «a la Real Junta Particular y Consulado de Comercio, Fábricas y Agricultura del Principado de Cataluña», y la Caza del avestruz de Van Loo, conservada en el Museo de Picardía. De esta última escena Moles llegó a abrir la lámina al aguafuerte, dejándola inconclusa, y en 1799 sus herederos vendieron ambas planchas a la Calcografía Nacional, que encargó a Ametller concluir el grabado a buril para formar pareja con la acabada caza del cocodrilo.
La plancha original del grabado se conserva en la Calcografía Nacional y ejemplares de la estampa se guardan, entre otros, en el Museo Nacional de Arte de Cataluña, el Museo de Bellas Artes de Córdoba y el Museo de Jaén.